# باریم فریت

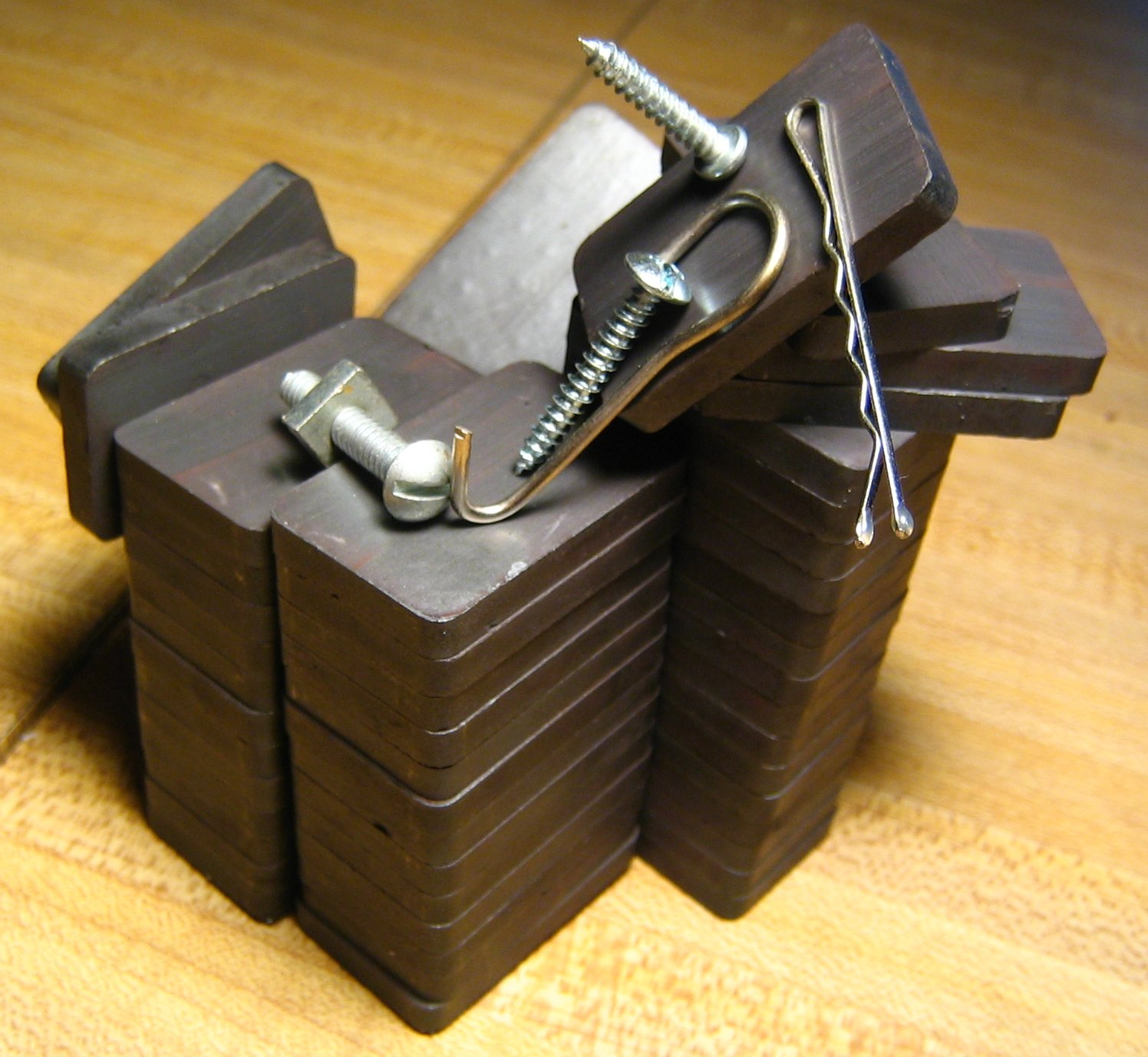
نمونه‌ای از آهنرباهای فریت

باریم فریت مخفف شده به BaFe و BaM یک ترکیب شیمیایی با فرمول BaFe12O19 است. این ماده و ماده‌های دیگر مربوط به فریت همگی معمولا سازنده‌ی کارت نوار مغناطیسی و اسپیکرها هستند. BaFe به عنوان Ba2+(Fe3+)12(O2−)19 توصیف می‌شود. مرکز +Fe3 ها فرومغناطیس هستند. این بخش از تکنولوژی معمولا استفاده‌هایی در بخش‌های مربوط به علم مواد و شیمی حالت جامد دارد.
باریم فریت ماده‌ای بسیار مغناطیسی است و چگالی فشردگی بالایی دارد و یک اکسید فلز است. بررسی این ماده برای اولین بار به سال 1931 برمی‌گردد و کاربر‌دهای بسیاری در کارت نوار مغناطیسی اسپیکرها و نوارهای مغناطیسی دارد. یک قسمتی که بخصوص بسیار کاربرد موفقی دارد ذخیره اطلاعات به‌ صورت طولانی مدت است. این ماده مغناطیسی است و مقاوم به تغییر دما، خوردگی و اکسید شدن است.

## ساختار شیمیایی
یک خانواده مرتبط از فریت‌های ششگوش (hexagonal ferrites) شناخته شده هستند که آنها نیز شامل باریم می‌شوند. برعکس ساختار اسپینل همیشگی این مواد دارای ویژگی ششگوش فشرده (close-packed) اکسیدها هستند. همچنین بعضی از اکسیژن‌ها با یون باریم جایگزین شدند. فرمول‌های این گونه‌ها شامل BaFe12O19, BaFe15O23 و  BaFe18O27 است.
یک فرایند هیدروترمال تک مرحله‌ای برای ساختن باریم فریت استفاده می‌شود با ترکیب کردن باریم کلرید، فروس کلرید و پتاسیم نیترات و سدیم هیدروکسید با نسبت هیدروکسید به کلرید 2 به 1. ذرات نانو با فریک نیترات، باریوم کلرید و  سدیم سیترات و سدیم هیدروکسید آماده می‌شوند.حالت عادی آماده سازی اگرچه با کلسینینگ باریم کربنات با یون 3 بار مثبت آهن انجام می‌شود:
BaCO3  +  6 Fe2O3 {\displaystyle {\ce {->[{\text{Δ}}]}}}  BaFe12O19  +  CO2

## خواص
باریم فریت برای ذخیره کردن داده به مدت طولانی استفاده می‌شود. این ماده ثابت شده که نسبت به برخی از تنش‌های محیطی شامل رطوبت و خوردگی مقاوم است. به دلیل اینکه فریت‌ها اکسید شده‌اند پس نسبت به اکسید شدن هم مقاوم‌اند و به همین دلیل هم هست که بسیار به خوردگی مقاوم‌اند. باریم فریت همچنین ثابت شده که به تغییرات دما که باعث تغییر در خواص مغناطیسی می‌شود هم واکنش خاصی نشان نمی‌دهد . و این یکی از مشکلاتی است که برای ذخیره اطلاعات برای مدت طولانی پدید می‌آید. دمای کوری آن معمولا نزدیک به 450 درجه سلسیوس یا 723 کلوین است.
وقتی دمای مگنت‌های باریم فریت بالا می‌رود وادارندگی تقویت می‌شود و این چیزی است که آن را به تغییرات دمایی مقاوم می‌کند. مگنت‌های فریت تنها نوع مگنت‌ها هسنتد که به مقدار زیادی با افزایش دما به تغییرات دما که باعث تغییر در خواص مغناطیسی می‌شود مقاوم می‌شوند. این خاصیت باریم فریت آن را به انتخاب محبوبی در صنعت طراحی موتور و ژنراتور تبدیل می‌کند و همچنین کاربردهایی در بلندگوها دارد. مگنت‌های فریت در دمای بالای 300 درجه سانتی‌گراد می‌توانند استفاده شوند که باعث می‌شود گزینه خوبی برای کاربردهای بالا باشد. همجنین بسیار نارسانا هستند و هیچ جریانی از آن‌ها نمی‌تواند عبور کند. آنها ترد هستند و همین نشان دهنده‌ی خاصیت‌های سرامیکی آنهاست.

### خواص شیمیایی
باریم فریت یک سرامیک بسیار سرسخت است و اکثرا به رطوبت و خوردگی مقاوم هستند. این ماده همچنین یک اکسید است که به همین دلیل نسبت به اکسید شدن هم مقاوم است در مقایسه با آلیاژهای فلزی و این نکته به این ماده طول عمر بیشتری می‌بخشد.

## کاربردها

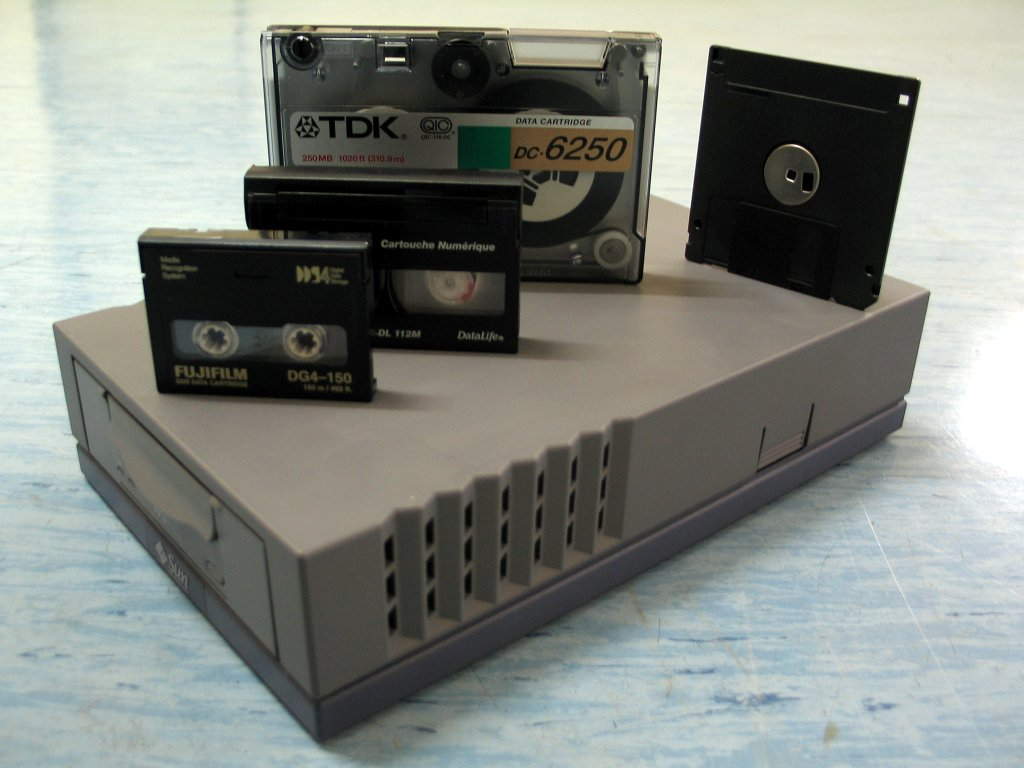
کاربرد باریم فریت

باریم فریت در مواردی مثل ضبط محتوا و مغناطیس‌های دائم و کارت‌های خطی مغناطیسی مثل کارت‌های اعتباری کارت‌های هتل و کارت‌های شناسایی استفاده می‌شود. به دلیل پایداری بیش از حد، این ماده می‌تواند در سایزهای بسیار کوچکی استفاده شود. در دهه‌های گذشته باریم فریت با اسیکیلار اکسیدها جایگزین شده. باریم فریت دارای وادارندگی بالا است و این باعث می‌شود که ماده از نظر مغناطیسی سفت باشد و بتواند انتخاب بهتری برای ضبط کردن باشد. از استفاده‌های باریم فریت در کارت‌های اعتباری است که به هر کارت اجازه می‌دهد هویت خود را داشته باشد.

### بلندگوها
باریم فریت برای اسپبکرهای مغناطیسی بسیار مورد استفاده است. این ماده به شکل‌ها و سایزهای مختلفی در می‌آید در فرآیندی به نام سینترینگ. که در نهایت این ماده به یک قطعه جامد تبدیل می‌شود که همچنان خواص مغناطیسی خود را دارد. این ماده به مغناطیس زدایی شدن بسیار مقاوم است و همین باعث می‌شود که در وسایلی که برای مدت طولانی استفاده می‌شوند مورد استفاده قرار گیرند.